# Qutbuddin Bakhtiar Kaki
Qutbuddin Bakhtiar Kaki (in persiano قطب‌الدین بختیار کاکی‎; Oš, 1173 – Delhi, 27 novembre 1235) è stato un mistico indiano sufi, importante esponente dell'ordine sufi Cishtiyya a Delhi.

## Biografia
Nato nella regione del Syr Darya, Qutbuddin Bakhtiar Kaki rimase orfano di padre in tenera età e venne cresciuto da sua madre, che gli fece studiare il Corano con Aba Hafs. Divorziò a seguito di un matrimonio combinato per dedicarsi interamente alla preghiera, indi si recò a Baghdad, dove impressionò così positivamente Mo'inoddin Cishti tanto da diventarne suo discepolo, nonostante in città fossero presenti importanti personalità come Abd al-Qadir al-Gilani e Sohravardi.
Dopo la partenza del suo maestro da Baghdad, Bakhtiar Kaki attraversò il Khorasan sino a Multan, dove conobbe Bahauddin Zakariya. La sua popolarità crebbe dopo aver aiutato il sovrano locale a resistere all'invasione mongola. Nonostante i tentativi di trattenerlo in città, nel 1221 Bakhtiar Kaki venne accolto a Delhi dal sultano Iltutmish, contribuendo a consolidare l'importanza della confraternita Cishtiyya nella regione.
Visse in condizioni umili, facendo una vita da asceta. Un suo importante allievo fu Baba Farid. Fu autore di un'agiografia sul suo maestro Mo'inoddin Cishti e di varie poesie in lingua persiana.